# Оберемко Максим Володимирович
Макси́м Володи́мирович Обере́мко (нар. 25 січня 1978, Миколаїв) — український, згодом російський віндсерфінгист, чемпіон світу, учасник шести Олімпійських ігор, Заслужений майстер спорту України.

## Біографія
Народився 25 січня 1978 р. в Миколаєві. Віндсерфінгом почав займатися в 1985 р. у секції вітрильного спорту в місті Саки, де його батько Володимир Анатолійович Оберемко працював тренером. Закінчив Таврійський національний університет імені В. І. Вернадського. Мешкає в Євпаторії. Виступає в вітрильному спорті (клас — RS:X) за донецьку ШВСМ.. Тренується у батька — Володимира Оберемка. Дружина — теж віндсерфінгистка, член збірної команди України, заслужений майстер спорту Ольга Маслівець. У 2009 р. у подружжя народилась донька.
Після лондонської Олімпіади Максим Оберемко став єдиним в історії України спортсменом, який виступав на всіх п'яти Олімпійських іграх, в яких країна була представлена незалежною командою. Після анексії Росією Криму, Оберемко, що проживав у Євпаторії, виявив бажання виступати за Росію. Таке ж рішення прийняла і його дружина Ольга Маслівець. У березні 2016 виконком МОК дозволив Оберемко представляти Росію на літніх Олімпійських іграх 2016 в Ріо-де-Жанейро.

## Спортивні результати
Виборював перші місця на Новорічній регаті в іспанському Кадісі в січні 2009-го і 2011-го. Як і дружина, Максим вигравав вітрильний аналог Олімпіади — Світові ігри з вітрильного спорту в 2006 р., він був першим на Кільскій регаті і бронзовим призером чемпіонату Європи-2004.
Учасник шести Олімпіад:
- Ігри XXVI Олімпіади-1996 в Атланті — 24-те місце.
- Ігри XXVII Олімпіади-2000 в Сіднеї — 14-те місце.
- Ігри XXVIII Олімпіади-2004 в Афінах — 17-те місце.
- Ігри XXIX Олімпіади-2008 в Пекіні — 12-те місце.
- Ігри XXX Олімпіади-2012 в Лондоні 23-те місце.
- Ігри XXXI Олімпіади-2016 в Ріо-де-Жанейро 16-те місце.